# Alberto Iñurrategi
Alberto Iñurrategi Iriarte (Aretxabaleta, 3 de novembre de 1968) és un escalador i alpinista basc. Va ser el desè alpinista en coronar els catorze vuit mils. Juntament amb el seu germà Félix va fer dotze dels catorze vuit mils, tot i que aquest va morir en el descens del Gasherbrum II l'any 2000.
S'ha caracteritzat per les seves ascensions d'estil alpí, més complicat. També és conegut per no fer servir oxigen, l'ús de menys cordes fixes, sense o gairebé sense xerpes i pocs camps d'altura. Ha obert noves vies d'ascensió, com al K2, i ha fet les rutes més tècniques en molts vuit mils, a més d'altres cims de l'Himalaia com el Gasherbrum III. És l'únic alpinista del món que ha ascendit al Gasherbrum I, Gasherbrum II, Gasherbrum III i Gasherbrum IV.
Ha col·laborat amb altres alpinistes per fer documentals sobre la muntanya, com Annapurna: sueño y vacío, Gure Himalaya (El nostre Himalaia) i Hire Himalaya (El teu Himalaia); aquest últim en memòria del seu germà i pel qual va ser premiat en diversos festivals. També ha estat un col·laborador freqüent del programa Al filo de lo imposible.